# Mathieu Béda
Mathieu Béda (Nice, 28 juli 1981) is een Frans voetballer die anno 2013 onder contract ligt bij FC Zürich. Béda is een verdediger.

## Clubcarrière
Béda werd opgeleid door AS Cannes. Bordeaux plukte hem daar in 1999 weg en stalde hem in het seizoen 2001/02 bij AS Nancy. In 2004 ging hij in België spelen voor STVV, waar hij trainer Marc Wilmots nog kende van bij Bordeaux. Een jaar later versierde hij een transfer naar Standard, maar na een halfjaar verhuisde hij al richting Duitsland, waar hij voor 1. FC Kaiserslautern ging spelen. Anderhalf jaar later nam TSV 1860 München hem over. Sinds januari 2011 speelt hij in Zwitserland bij FC Zürich.